# فلحان (الملاجم)

تعديل مصدري - تعديل

فلحان هي إحدى قرى عزلة ال منصور الملاجم بمديرية الملاجم التابعة لمحافظة البيضاء، بلغ تعداد سكانها 278 نسمة حسب تعداد اليمن لعام 2004.